# Leuconotopicus albolarvatus
El pico cabeciblanco o carpintero de cabeza blanca (Leuconotopicus albolarvatus) es una especie de ave piciforme de la familia Picidae nativo del oeste de América del Norte.

## Descripción
Tiene el cuerpo negro (aproximadamente 20 cm de longitud) y la cabeza blanca. Tiene las plumas primarias blancas, que tienen forma de media luna durante el vuelo. Los machos tienen una mancha roja en la cabeza.

## Distribución y hábitat
Es un pájaro carpintero no migratorio, reside en los bosques de pinos de las montañas del oeste de América del Norte.
Su área de distribución se extiende desde Columbia Británica hasta el sur de California. Anida en árboles muertos o tocones, se reproducen una vez al año.

## Taxonomía
La mayor parte de la gama está ocupada por la subespecie nominal, P. a. albolarvatus. En la parte sur de su distribución, la subespecie P. a. gravirostris, difiere ligeramente en el pico y la cola más largos –especialmente en los machos–, y se encuentra solamente en las cumbres de la sierra de San Gabriel y el condado de San Diego. Las aves del monte Pinos son intermedias entre las dos subespecies. Datos del genoma mitocondrial citocromo b y la secuencia de ADN de la subunidad 6 ATP sintasa confirman esta adaptación y además sugieren que las aves de Mount Pinos están más próximas a P. a. gravirostris (Alexander & Burns, 2006). Al parecer, el pico más largo de la subespecie del sur es una adaptación para ser más capaces de alimentarse de los conos espinosos del pino de Coulter (Pinus coulteri).